# Aleksej Markov

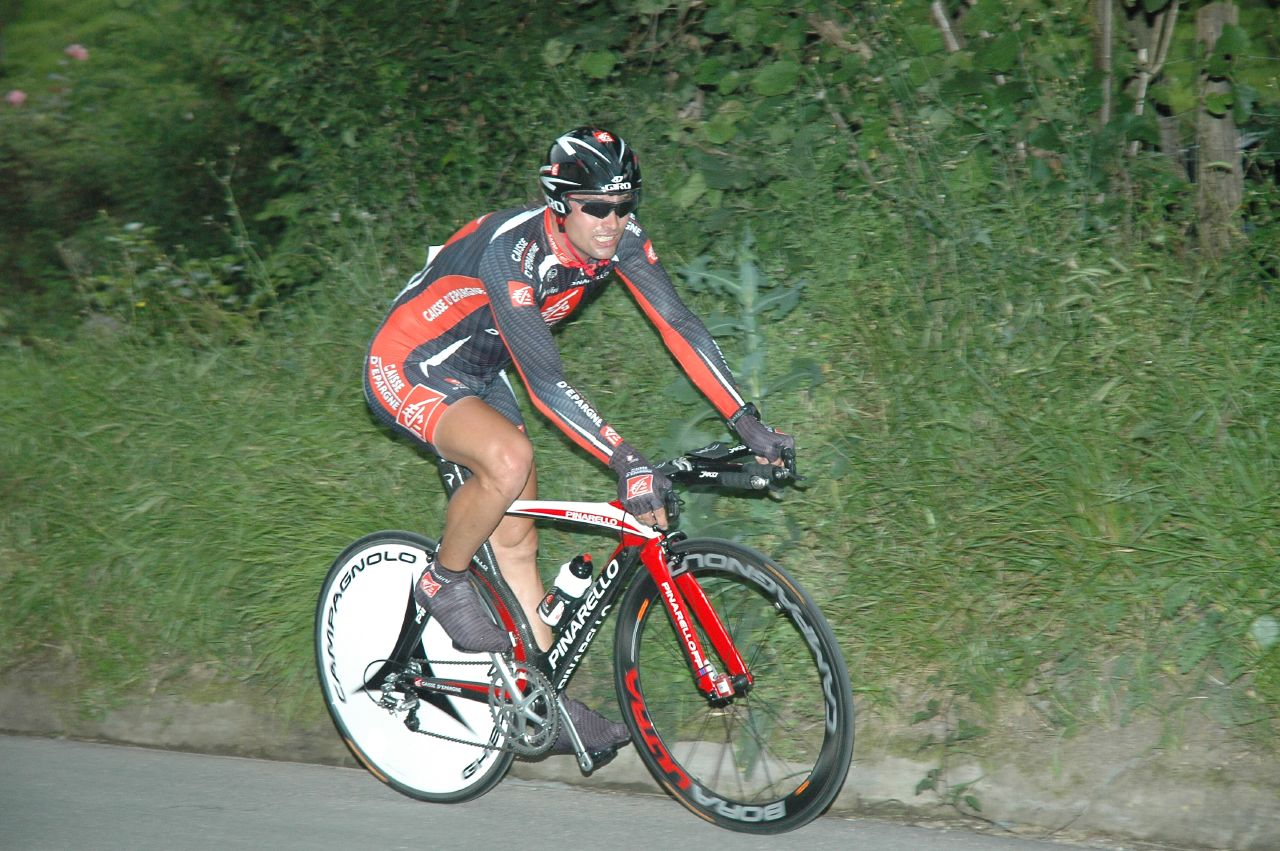
Aleksej Markov, Euskal Bizikleta 2007

Aleksej Michajlovitsj Markov (Russisch: Алексей Михайлович Марков) (Moskou, 26 mei 1979) is een Russisch voormalig wielrenner.

## Belangrijkste overwinningen
1999
1e etappe Ronde van Navarra
2004
Europees Kampioenschap baan omnium, Elite
2e etappe Ronde van Normandië
8e etappe Ronde van Normandië
2005
- 3e etappe Ronde van de Algarve

2e etappe GP Internacional do Oeste RTP
4e etappe GP Internacional do Oeste RTP
2e etappe GP do Centro
1e etappe GP CTT Correios de Portugal
2e etappe GP CTT Correios de Portugal
Eindklassement GP CTT Correios de Portugal
1e etappe GP de Ciclismo de Torres Vedras
2006
1e etappe Ronde van Rioja
2010
8e etappe Ronde van Hainan
2011
2e etappe Flèche du Sud
Proloog Ronde van China

## Resultaten in voornaamste wedstrijden
| Jaar | Ronde van Italië | Ronde van Frankrijk | Ronde van Spanje |
| ---- | ---------------- | ------------------- | ---------------- |
| 2002 |                  |                     |                  |
| 2006 |                  |                     |                  |
| 2007 | opgave           |                     |                  |
| 2009 |                  |                     |                  |

| Jaar | Milaan-San Remo | Gent-Wevelgem | Parijs-Roubaix |  | WK op de weg |  | Wereldranglijsten |
| ---- | --------------- | ------------- | -------------- |  | ------------ |  | ----------------- |
| 2002 |                 |               |                |  | 42e          |  |                   |
| 2006 |                 | 13e           |                |  | 97e          |  |                   |
| 2007 | 122e            |               |                |  |              |  | 173e (UPT)        |
| 2009 |                 |               | 54e            |  |              |  |                   |

## Ploegen
- 1998 - Lokosphinx
- 2001 - Itera
- 2002 - Itera
- 2003 - Lokomotiv
- 2004 - Hoop CCC-Polsat
- 2005 - Milaneza-Maia
- 2006 - Caisse d'Epargne-Illes Balears
- 2007 - Caisse d'Epargne
- 2008 - Katjoesja
- 2009 - Katjoesja
- 2010-2011 - geen ploeg
- 2012 - Team RusVelo

Arroyo ·
Berthou ·
Brard ·
Carrasco ·
Colom ·
Erviti ·
Fertonani ·
Gálvez (tot 26/11) ·
García ·
Gutiérrez ·
Horrach ·
Jefimkin ·
Julia ·
Karpets ·
Lastras ·
Leonet ·
Markov ·
Pereiro ·
A. Pérez ·
F. Pérez ·
Perget ·
Portal ·
Pradera ·
Reynés ·
Rodríguez ·
Valverde ·
Zaballa ·
Zandio
Arroyo ·
Berthou ·
Brard ·
Erviti ·
Fertonani ·
García ·
Gutiérrez ·
Horrach ·
Jefimkin ·
Karpets ·
Lastras ·
López ·
Losada ·
Markov ·
Pereiro ·
A. Pérez ·
F. Pérez ·
Perget ·
Plaza ·
N. Portal ·
S. Portal ·
Reynés ·
Rodríguez ·
Rojas ·
Sánchez ·
Valverde ·
Zaballa ·
Zandio
Bodrogi · 
Botsjarov ·
Broett · 
Colom · 
Dehaes (tot 30/06) ·
Galimzjanov ·
Horrach · 
Ignatjev · 
Ivanov ·
Jeskov ·
Karpets · 
Klimov · 
Markov · 
Mazzanti · 
McEwen · 
Michajlov ·  
Napolitano · 
Petrov · 
Pfannberger · 
Pozzato · 
Rovny · 
Serov · 
Steegmans (tot 31/07) · 
Swift · 
Troesov · 
Vandenbergh · 
Vantomme ·
Debusschere (stagiair) ·
Ovetsjkin (stagiair) 
Arguelyes · Chatoentsev · Firsanov · Jersjov · Jeskov · Kajkov · Klimov · I. Kovaljov · J. Kovaljov · Kozontsjoek · Krasnov · Markov · Manakov · Mironov · Ovetsjkin · Rovny · Savitski · Serov · Troesov · Valinin · Zoebov